# Austropediomys
Austropediomys is een geslacht van uitgestorven buideldierachtigen behorend tot de Pediomyoidea die in het Eoceen in Zuid-Amerika leefde. 
De Pediomyoidea werden lang beschouwd als een groep van Noord-Amerikaanse buideldierachtigen uit het Laat-Krijt, hoewel enkele studies eerder al suggereerden dat enkele Zuid-Amerikaanse buideldierachtigen verwant zouden kunnen zijn aan de groep. Met Austropediomys werd in 2018 de eerste pediomyoide uit het Paleogeen van Zuid-Amerika beschreven op basis van gebitskenmerken en ondersteund door fylogenetische analyse. De soort is beschreven aan de hand van een incomplete linker bovenkaak met een drietal kiezen uit het Braziliaanse Itaboraí-bekken. Austropediomys  leefde ongeveer 52 miljoen jaar geleden tijdens het Vroeg-Eoceen. 